# میورا، کاناگاوا
میورا در استان کاناگاوا در کشور ژاپن واقع شده‌است که دارای جمعیت ۴۹٬۳۷۱ نفر و مساحت ۳۲٫۲۸ کیلومتر مربع با تراکم جمعیت ۱٬۵۲۹ نفر در کیلومترمربع است و در تاریخ ۱ ژانویه ۱۹۵۵ به عنوان شهر شناخته شد.